# Alois De Hertog
Alois De Hertog, né le 9 août 1927 à Wavre-Sainte-Catherine et mort le 22 novembre 1993 dans la même localité, est un coureur cycliste belge. Professionnel de 1951 à 1960, il a notamment remporté Liège-Bastogne-Liège en 1953.

## Palmarès
- 1947
  - 3e du Tour de Belgique amateurs
- 1949
  - 3e de Liège-Charleroi-Liège
- 1950
  - 2e de l'Omnium de la route
- 1951
  - Bruxelles-Liège
  - Bierset-Namur-Bierset
  - 3e du Circuit Disonais
- 1952
  - 3e de Gand-Wevelgem
  - 6e du Critérium du Dauphiné libéré
- 1953
  - Liège-Bastogne-Liège
  - Flèche hesbignonne
  - 3e du Week-end ardennais
- 1955
  - 2e de Kessel-Lier

## Résultats sur les grands tours

### Tour de France
3 participations
- 1951 : 22e
- 1952 : 13e
- 1953 : hors délai (6e étape)